# Learjet 60
Dimensions
Le Learjet 60 est un jet d'affaires américain fabriqué par Bombardier Aéronautique à Wichita, Kansas. Le Learjet 60 ne fait pas partie de la catégorie d'avion pouvant faire des vols transocéaniques directement à partir des États-Unis, mais il peut néanmoins traverser l'Atlantique, de Terre-Neuve jusqu'aux îles britanniques.
Un nouveau Learjet 60 XR coûte environ 13 millions de dollars.

## Développement
Le Learjet 60 est une version améliorée du Learjet 55, pourvu d'un fuselage plus long et de turboréacteurs plus puissants. Son premier vol s'est déroulé en juin 1991 et a reçu son certificat de vol en janvier 1993.

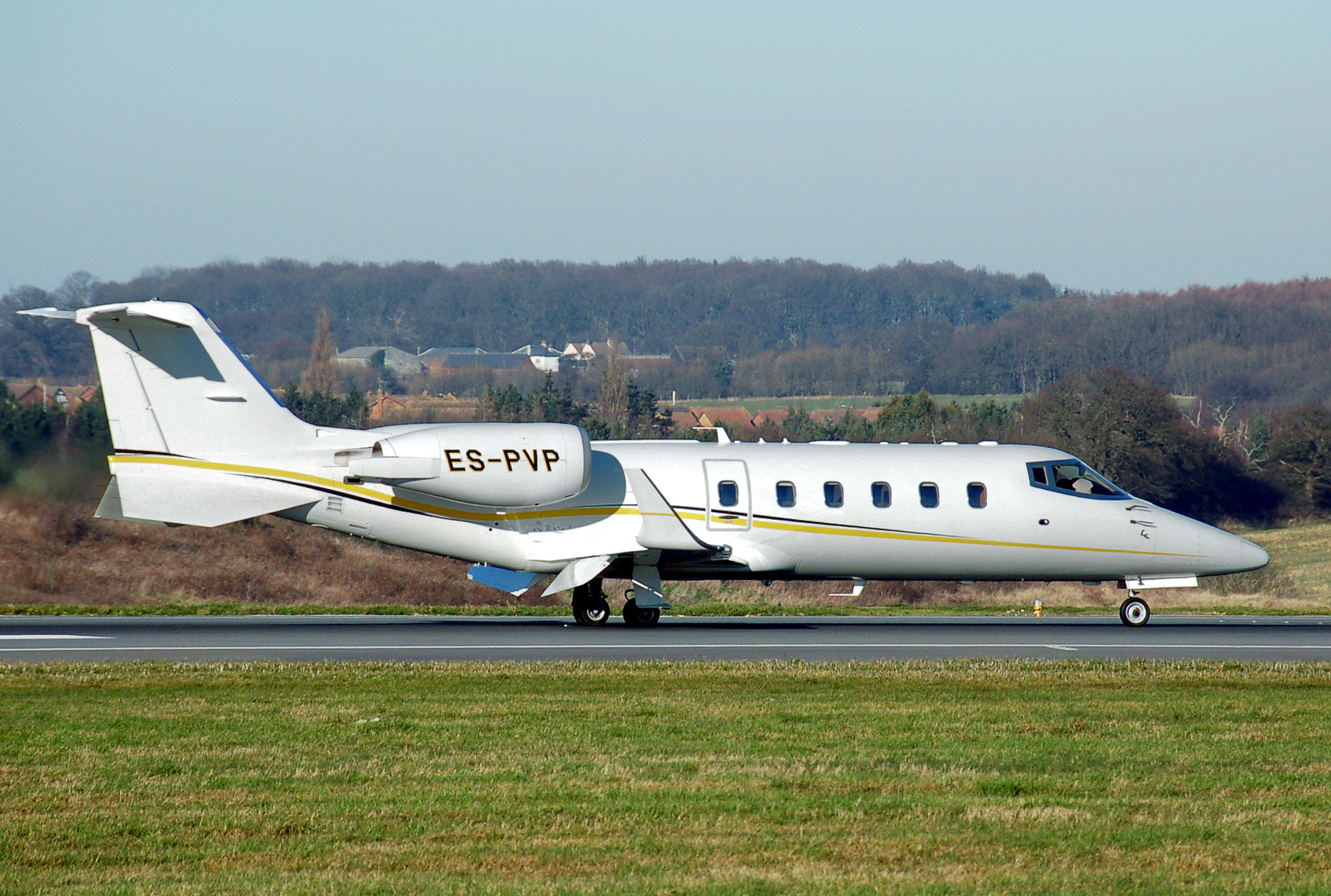
Learjet 60 à l'aéroport de Londres-Luton, Angleterre.

Les modifications qui ont converti le modèle Learjet 55 en Learjet 60 résultent d'un programme d'améliorations aérodynamiques et d'un besoin d'augmenter la gamme de produits Learjet. Quelques-unes de ces modifications furent une première pour Learjet.
La production du Learjet 60 s'est terminée en 2007 après que 314 appareils aient été construits.

### 60XR
Bombardier annonce en 2005 le lancement de son successeur le 60XR, certifié en 2007, il dispose d'une nouvelle avionique Rockwell Collins Pro Line 21 et des freins plus performants.